# Локализам (социологија)
Локализам је појам који указује на партикуларне интересе ужег подручја и затварање становника и њихових интереса и активности у локалне оквире без обзира на шире друштвене интересе. Приврженост људи локалним интересима може бити и облик превазилажења индивидуализма, уколико се локални интереси повежу са ширим регионалним и националним интересима. Негативне импликације локализма огледају се у тежњи појединих заједница да се организују и развијају мимо ширих социјалних и других процеса, чиме се ствара могућност за прекид комуникација и повезивања на ширем простору, што у савременим условима скоро да није могуће.